# Station Beccles
Beccles is een spoorwegstation in Engeland. 